# إيروسباسيال إس إيه 360 دوفين
إيروسباسيال إس إيه 360 دوفين (بالإنجليزية: Aérospatiale SA 360 Dauphin)‏ كانت مروحية فرنسية، ذات محرك واحد، وضعت وطورت في وقت مبكر من عقد 1970، كبديل لمروحية ألويت الثالثة، ولملء فجوة في خط منتجات الشركة في فئة المروحيات ذات سعة مقاعد من ستة إلى عشرة. ولكنها لم تضف أي ميزة جديدة تذكر على سابقتها في سوق محدود الطلب لهذه الفئة، تم التخلي عن إنتاج إس إيه 360 دوفين بعد أن بنيت بضع عشرات منها.
إيروسباسيال طورت أيضا مشتق أخر بمحركين، وهي مروحية يوروكوبتر إيه إس 365 دوفين، التي أثبتت أنها ناجحة تماما، وكانت في الإنتاج لمدة ما يقرب من 40 عاما. المربك في لأمر، أنه في عام 1992، وبعد اندماج قسم المروحيات في إيروسباسيال مع يوروكوبتر، أسقطت تسمية «دوفين 2»، وقامت يوروكوبتر ببناء «دوفين 2إس» (Dauphin 2s)، والتي تطلق عليها يوروكوبتر ببساطة تسمية «دوفين». أيضا، فأن تسمية «دوفين 1» تطلق على مركب نقلي، وفي بعض الأحيان على مروحية «دوفين» الأصلية.

## التصميم والتطوير

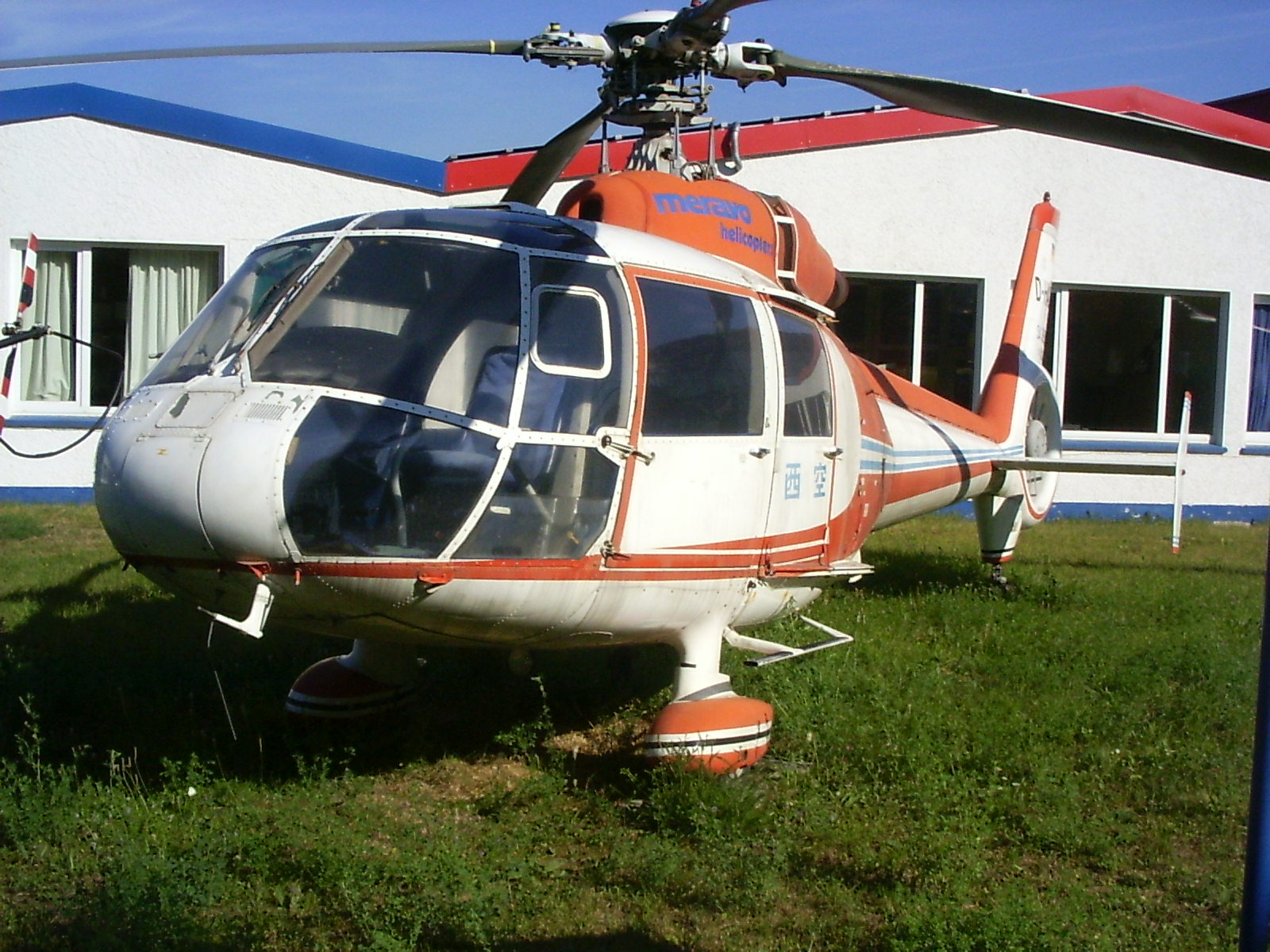
إيروسباسيال إس إيه 360 دوفين

## المتغيرات
- SA 360 - نموذجين
- SA 360C - نسخة الإنتاج القياسية، 34 بنيت.
- SA 360A - نسخة بحرية Aeronavale، واحدة تم تحويلها من (SA 360C).[1]
- SA 361H - «ساخنة ومرتفعة» (hot and high) نسخة أكثر قوة مع (969 كيلو واط (1,300 حصان)) محرك (Astazou XX)، ريش دوار من الفيبرقلاس ومحور دوار جديد. ثلاثة تم تحويلها من (SA 360) و (360C).[2]
  - SA 361HCL - نسخة عسكرية، واحدة تم تحويلها من (SA 361H).[2]

## المشغلين
هونغ كونغ

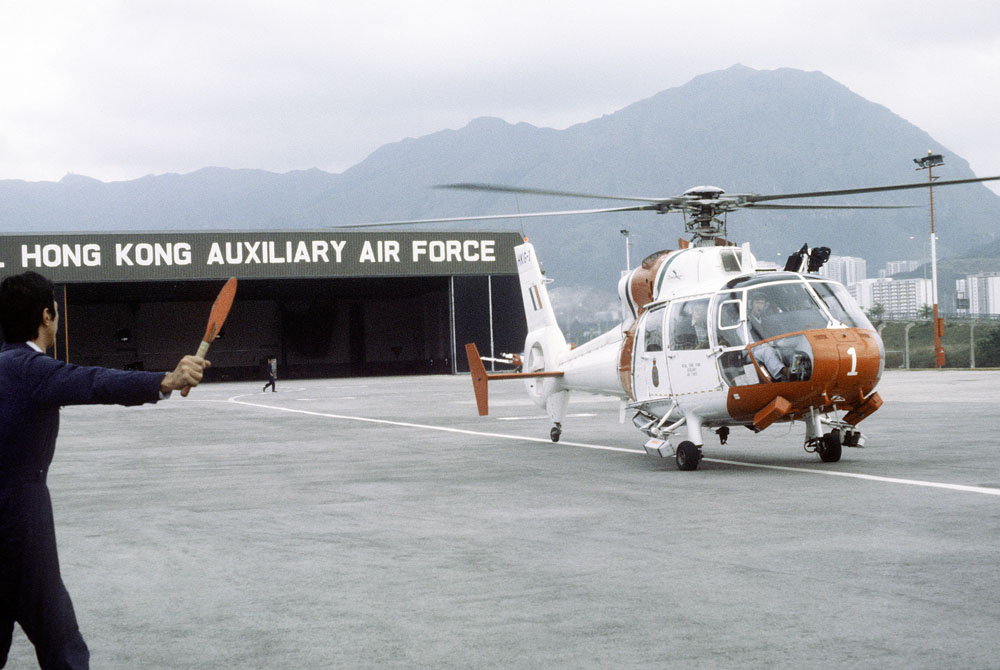
"إس إيه 360 دوفين" تابعة لسلاح جو هونغ كونغ الملكي الاحتياطي في مطار كاي تاك عام 1982

- سلاح جو هونغ كونغ الملكي الاحتياطي[3]

 الولايات المتحدة
- New York Helicopter[4]

## مواصفات (SA 360C دوفين)
البيانات من To the throne...on its third try
الخصائص العامة
- الطاقم: 1 أو 2 طيار
- السعة: 8-9 راكب
- الطول: 13.20 متر[6] (43 قدم 3¾ بوصة)
- قطر الدوار: 11.50 متر (37 قدم 8¾ بوصة)
- الارتفاع: 3.50 متر (11 قدم 5¾ بوصة)
- مساحة القرص : 103.9 متر² (1,118 قدم²)
- الوزن فارغة: 1,580 كغ (3,483 رطل)
- وزن الإقلاع الأقصى: 3,000 كغ (6,614 رطل)
- محرك الطائرة: 1 × , 783 كيلو واط (1,050 حصان)

الأداء
- لا تتجاوز سرعة: 315 كم / ساعة (170 عقدة، 197 ميل في الساعة)
- سرعة العبور: 274 كم / ساعة (148 عقدة، 170 ميل في الساعة)
- مدى (طائرة): 675 كم (365 ميل بحري، 419 ميل) (مع أقصى كمية وقود)
- سقف الخدمة: 4,600 متر (15,100 قدم)
- معدل الصعود: 9.0 م / ث (1,770 قدم / دقيقة)

## وصلات خارجية
- NYH